# Kepler-69
 (juin 2025).
Désignations
Kepler-69 est une naine jaune située dans la constellation du Cygne, à environ 730,62 parsecs de la Terre.

## Caractéristiques physiques
Cette étoile est de type spectral G4 V.
Sa température effective est d'environ 5638 K.
Sa masse est estimée à 0,81 fois celle du Soleil.
Son rayon est d'environ 0,93 fois celui du Soleil.
Sa luminosité est d'environ 0,8 fois celle du Soleil.

## Observation
Ses coordonnées célestes sont : ascension droite 19h 33m 02,62s, déclinaison +44° 52′ 07,92″.

## Système planétaire
| Planète     | Masse   | Demi-grand axe (ua) | Période orbitale (jours) | Excentricité | Inclinaison | Rayon   |
| ----------- | ------- | ------------------- | ------------------------ | ------------ | ----------- | ------- |
| Kepler-69 b | 0,02 MJ | 0,09                | 13,72                    | 0,160        | 89,62°      | 0,20 RJ |
| Kepler-69 c | 0,01 MJ | 0,64                | 242,46                   | 0,140        | 89,85°      | 0,15 RJ |